# Trichechus pygmaeus
El manatí enano (Trichechus pygmaeus) es una posible especie de manatí que habita en los espacios de agua dulce del Amazonas, aunque en la actualidad su rango se restringe a un afluente del río Aripuanã. Según Marc van Roosmalen, el científico que lo propuso como una especie nueva, el manatí vive en aguas poco profundas, con corrientes, y se alimenta de especies de plantas acuáticas diferentes que el manatí del Amazonas, el cual prefiere aguas más profundas y de menor correntada y las plantas que se encuentran en este entorno. Según se ha indicado el manatí enano migra río arriba durante la temporada de lluvias cuando el río inunda los remansos poco profundos y la zona de sus nacientes. A causa de su rango reducido, se ha sugerido que el manatí enano debería ser considerado una especie en peligro crítico de extinción, pero no ha sido reconocido por el IUCN.

## Taxonomía
La descripción original fue entregada para su publicación a Nature pero esta fue rechazada, y fue finalmente publicado en Biodiversity Journal en 2015.